# 吉田拙蔵
吉田 拙蔵（よしだ せつぞう、文政9年7月10日（1826年8月13日） - 明治20年（1887年）11月20日）は、越前大野藩士。諱は俊章、字は子明、静斎と号した。幕府の軍艦教授所で航海術を学び、藩が建造した洋式帆船大野丸の船長として活躍。明治初年では第26大区区長（学区取締兼任）、明治8年（1875年）以降学区取締や郡書記を務めた。　

## 生涯
文政9年（1826年）越前国大野に生れる。父は吉田理左衛門、母は大島氏（生後数か月で離縁）。
12歳で大野藩士小早川一平（のちに明倫館教授師）につき読書を始め、16歳（天保13年）で藩重臣内山隆左に入門し、弘化元年（1844年）大小姓として召し出された。その後藩校明倫館助教師となった。
嘉永2年（1849年）には藩医土田龍湾（玄意）について蘭学を学ぶ。同5年には大野藩主土井利忠に随行し江戸へ出府し、安井息軒・塩谷宕陰に漢学を学んだ。また石井密庵について蘭書を読んだ。杉田成卿に入門するが、神田孝平等と外泊したことで破門。安政元年（1854年）9月には伊東玄朴に入門した。しかし翌年4月には酒色に浸り窮迫して帰郷、「急度相慎」に処せられた。翌月にはゆるされ明倫館助教師ならびに蘭学世話役となった。
安政3年3月から7月にかけて内山隆左に随行し、蝦夷地を探検。そのいっぽうで家債累積のため家政改革を実行し、居宅は没収となったとされる。
安政4年6月には、洋学取調のために江戸へ出、7月幕府の軍艦教授所へ入学し航海術を修めた。安政5年8月には藩が川崎稲荷新田で建造していた洋式帆船大野丸が完成した。これに吉田らが乗り込んで敦賀への廻送する途中、浦賀でコレラに罹患している。9月敦賀金ケ崎に着。
安政6年、大野丸の船長として函館へ航行。8月には奥尻島の東南で座礁した米国ボストンの商船を奥尻島で救助した。文久元年6月に父の死去にともなって、家督を相続。秋、藩の洋学館へ入学した。文久3年、下関事件探索。12月藩主に随行して、京都へ。
明治元年4月、藩主土井利恒（函館裁判所副総督）の病気により函館へ。明治2年2月、大野藩権少参事（70年少参事から大属へ）。
吉田は、学区取締を「学制」（1872年）発布当初から76年（明治9）11月まで務め、いったん病気辞職した後78年2月に再任され、教育令によって学区取締が廃止されてからも大野郡書記として退職する82年5月まで、10年間にわたって大野地域の学事を担当した。
明治5年5月、大野小学校一等教授（足羽県）、11月学区取締。第26大区区長（のち18大区、学区取締も兼任）。明治8年5月には学区取締専任となった（76年12月辞職）。明治10年10月有終小学校取締方。明治11年2月学区取締（-79年9月。79年5月から大野郡書記を兼務）。明治15年5月、病により郡書記辞職。
明治20年11月、東京にて死去。

## 著書
- 「静斎詩文抄」大野市歴史博物館蔵
- 「静斎日誌」第1-7号（2、3号欠、1871年1月-1885年12月）大野市歴史博物館蔵